# Acacia hockii
Acacia hockii é uma espécie de leguminosa do gênero Acacia, pertencente à família Fabaceae.